# Nukusa cinerella
Nukusa cinerella is een vlinder uit de familie dominomotten (Autostichidae). De wetenschappelijke naam is voor het eerst geldig gepubliceerd in 1941 door Rebel.
Deze vlinder komt voor in Europa.